# Sunzu-Linie
| Triebwagen der Baureihe 3000 bei Daiba |                   |                        |                      |
| Streckenlänge: | 19,8 km           |                        |                      |
| Spurweite: | 1067 mm (Kapspur) |                        |                      |
| Stromsystem: | 1500 V =          |                        |                      |
| Streckengeschwindigkeit: | 85 km/h           |                        |                      |
| Zweigleisigkeit: | nein              |                        |                      |
| |                   |                        |                      |
| Gesellschaft: | Izuhakone Tetsudō |                        |                      |
| \| \| \| ↔ Gotemba-Linie \| 1889– \| \| \| \| Shimo-Togari (下土狩) \| 1898–1934 \| \| \| \| \| \| \| \| \| ↔ Tōkaidō-Shinkansen \| 1964– \| \| \| \| ↔ Tōkaidō-Hauptlinie \| 1934– \| \| \| 0,0 \| Mishima (三島) \| 1934– \| \| \| \| \| \| \| \| 1,3 \| Mishima-Hirokōji \| Mishima-Hirokōji \| \| \| \| (三島広小路) \| 1928– \| \| \| \| Straßenbahn Numazu \| \| \| \| 2,0 \| Mishima-Tamachi \| Mishima-Tamachi \| \| \| \| (三島田町) \| 1898– \| \| \| \| ehem. Depot \| –1959 \| \| \| 2,9 \| Mishima-Futsukamachi \| Mishima-Futsukamachi \| \| \| \| (三島二日町) \| 1932– \| \| \| \| Ōba-gawa \| \| \| \| \| Betriebswerk Daiba \| \| \| \| 5,5 \| Daiba (大場) \| 1898– \| \| \| 7,0 \| Izunitta (伊豆仁田) \| 1922– \| \| \| \| Kano-gawa \| \| \| \| 8,5 \| Baraki (原木) \| 1898– \| \| \| 9,8 \| Nirayama (韮山) \| 1900– \| \| \| 11,4 \| Izu-Nagaoka (伊豆長岡) \| 1898– \| \| \| 14,2 \| Takyo (田京) \| 1899– \| \| \| 16,6 \| Ōhito (大仁) \| 1899– \| \| \| 18,6 \| Makinokō (牧之郷) \| 1924– \| \| \| 19,8 \| Shuzenji (修善寺) \| 1924– \| |                   |                        |                      |
| Abzweig quer und ehemals von links · Bahnhof quer · Strecke quer |                   | ↔ Gotemba-Linie        | 1889–                |
| Abzweig geradeaus und von links (Strecke außer Betrieb) · Kopfbahnhof Streckenende und quer (Strecke außer Betrieb) |                   | Shimo-Togari (下土狩)  | 1898–1934            |
| Strecke (außer Betrieb) |                   |                        |                      |
| Kreuzung (Strecke geradeaus außer Betrieb) · Strecke quer · Bahnhof quer |                   | ↔ Tōkaidō-Shinkansen   | 1964–                |
| Kreuzung (Strecke geradeaus außer Betrieb) · Abzweig quer und von links · Bahnhof quer |                   | ↔ Tōkaidō-Hauptlinie   | 1934–                |
| Strecke (außer Betrieb) · Abzweig geradeaus und von links · Kopfbahnhof Streckenende und quer | 0,0               | Mishima (三島)         | 1934–                |
| |                   |                        |                      |
| Haltepunkt / Haltestelle | 1,3               | Mishima-Hirokōji       | Mishima-Hirokōji     |
| Strecke |                   | (三島広小路)           | 1928–                |
| Abzweig mit U-Bahn geradeaus und ehemals von rechts |                   | Straßenbahn Numazu     | Straßenbahn Numazu   |
| Bahnhof | 2,0               | Mishima-Tamachi        | Mishima-Tamachi      |
| Strecke |                   | (三島田町)             | 1898–                |
| Abzweig geradeaus und ehemals von links · Betriebsstelle Streckenende und quer (Strecke außer Betrieb) |                   | ehem. Depot            | –1959                |
| Haltepunkt / Haltestelle | 2,9               | Mishima-Futsukamachi   | Mishima-Futsukamachi |
| Strecke |                   | (三島二日町)           | 1932–                |
| Brücke über Wasserlauf |                   | Ōba-gawa               | Ōba-gawa             |
| Betriebsstelle Streckenanfang und quer · Abzweig geradeaus und von rechts |                   | Betriebswerk Daiba     | Betriebswerk Daiba   |
| Bahnhof | 5,5               | Daiba (大場)           | 1898–                |
| Bahnhof | 7,0               | Izunitta (伊豆仁田)    | 1922–                |
| Brücke über Wasserlauf |                   | Kano-gawa              | Kano-gawa            |
| Bahnhof | 8,5               | Baraki (原木)          | 1898–                |
| Bahnhof | 9,8               | Nirayama (韮山)        | 1900–                |
| Bahnhof | 11,4              | Izu-Nagaoka (伊豆長岡) | 1898–                |
| Bahnhof | 14,2              | Takyo (田京)           | 1899–                |
| Bahnhof | 16,6              | Ōhito (大仁)           | 1899–                |
| Bahnhof | 18,6              | Makinokō (牧之郷)      | 1924–                |
| Kopfbahnhof Streckenende | 19,8              | Shuzenji (修善寺)      | 1924–                |

Die Sunzu-Linie (jap. 駿豆線, Sunzu-sen) ist eine Eisenbahnstrecke auf der japanischen Insel Honshū, die von der Bahngesellschaft Izuhakone Tetsudō betrieben wird. In der Präfektur Shizuoka führt sie von Mishima nach Izu im Westen der Izu-Halbinsel.

## Beschreibung
Die in Kapspur (1067 mm) verlegte Sunzu-Linie ist 19,8 km lang, eingleisig und mit 1500 V Gleichstrom elektrifiziert. Sie bedient 13 Bahnhöfe und Haltestellen, die Höchstgeschwindigkeit beträgt 85 km/h. Von zwei Ausnahmen abgesehen sind Zugkreuzungen an allen Zwischenhalten möglich. Die Strecke beginnt im Bahnhof Mishima, wo Anschluss an die Tōkaidō-Hauptlinie und an die Schnellfahrstrecke Tōkaidō-Shinkansen besteht. Betrieblicher Mittelpunkt ist der Bahnhof Daiba am Stadtrand von Mishima. Er ist Standort des Hauptsitzes der Izuhakone Tetsudō, eines Depots und eines Bahnbetriebswerks, in dem auch die auf der Daiyūzan-Linie verkehrenden Züge gewartet werden. Anschließend erreicht die Strecke das Tal des Kano und folgt diesem Fluss bis zur Endstation, dem Bahnhof Shuzenji in der Stadt Izu.

## Züge
Der Fahrplan der Sunzu-Linie ist sehr dicht. Von 5:30 Uhr bis kurz vor Mitternacht verkehren Regionalzüge ungefähr alle 15 bis 20 Minuten, während der Hauptverkehrszeit alle 8 bis 12 Minuten. Der jeweils erste und letzte Zug des Tages fährt ab bzw. bis Daiba. Die Fahrtzeit für die gesamte Strecke beträgt 34 Minuten. Zusätzlich wird die Sunzu-Linie von Odoriko-Schnellzügen befahren, die gemeinsam mit JR Central und JR East betrieben werden. Sie ermöglichen umsteigefreie Verbindungen von Tokio über Yokohama und Mishima nach Shuzenji. Montags bis freitags gibt es zwei Zugpaare täglich, an Samstagen und Sonntag drei oder vier Zugpaare.

## Geschichte
Die im Jahr 1893 gegründete Bahngesellschaft Zusō Tetsudō (豆相鉄道) setzte sich zum Ziel, das Städtchen Ōhito im Westen der Izu-Halbinsel (gehört heute zu Izunokuni) an die Tōkaidō-Hauptlinie anzubinden. Als nördlicher Ausgangspunkt war zunächst Numazu vorgesehen, doch die Stadt Mishima, die bisher nicht vom Bahnbau profitieren konnte, stellte kostenlos Grundstücke zur Verfügung und setzte sich damit durch. Am 20. Mai 1898 eröffnete die Zusō Tetsudō den ersten Abschnitt zwischen Mishima-machi (三島町, heute Mishima-Tamachi) und Nanjō (南条, heute Izu-Nagaoka). Knapp vier Wochen später, am 15. Juni 1898, folgte am nördlichen Ende die Verlängerung nach Mishima (三島, heute Shimo-Togari). Ab 17. Juli 1898 verkehrte die Bahn zum vorläufigen südlichen Endpunkt Ōhito.
Von 1919 bis 1959 bestand eine Gleisverbindung zur Straßenbahn Numazu. Die Strecke ging am 19. Juli 1907 in den Besitz der Izu Tetsudō (伊豆鉄道) über, die ihrerseits am 1. April 1912 in der Sunzu Denki Tetsudō (駿豆電気鉄道) aufging. Diese Gesellschaft fusionierte am 5. Oktober 1916 mit der Fuji-Elektrizitätsgesellschaft, die zwei Tage später die Bahnstrecke in die Tochtergesellschaft Sunzu Tetsudō (駿豆鉄道) ausgliederte. Am 10. August 1918 wurde das Teilstück zwischen Mishima-Tamachi und Daiba mit 600 V Gleichspannung elektrifiziert. Der Abschnitt zwischen Mishima-Tamachi und Shimo-Togari war am 25. Mai 1919 unter Strom, mit dem Abschnitt Daiba–Ōhito am 5. Juni 1919 war die Elektrifizierung abgeschlossen. Die Sunzu Tetsudō verlängerte die Strecke an ihrem südlichen Ende um drei Kilometer und nahm am 1. August 1924 den Abschnitt Ōhito–Shuzenji in Betrieb.
Im Mai 1933 begannen an Wochenenden Züge von und nach Tokio zu verkehren. Eine völlig neue Situation ergab sich ein Jahr später durch die neue Streckenführung der Tōkaidō-Hauptlinie durch den Tanna-Tunnel. Die Sunzu Tetsudō legte den Abschnitt zwischen Mishima-Hirokōji und Shimo-Togari am 1. Dezember 1934 still und nahm die heutige Trasse zum Bahnhof Mishima in Betrieb. Die Izuhakone Tetsudō, wie sich die Bahngesellschaft ab 1957 nannte, verlegte Depot und Betriebswerk im selben Jahr vom Stadtzentrum zum Bahnhof Daiba. Die durch den Taifun Ida verursachte Überschwemmung des Kano am 26. September 1958 richtete große Schäden an, die nach zwei Wochen behoben werden konnten. Am 1. September 1959 wurde die elektrische Spannung von 600 auf 1500 V erhöht.
In den 1960er und 1970er Jahren führte die Izuhakone Tetsudō eine umfangreiche Modernisierung der Sunzu-Linie durch, am 16. Juni 1972 stellte sie den Güterverkehr ein. Am 1. April 2005 endete die Eigenständigkeit der Izuhakone Tetsudō und das Unternehmen ging in der Seibu Group auf, zu der unterem die Bahngesellschaft Seibu Tetsudō im Großraum Tokio gehört. Nach der Ausrüstung aller Stationen mit automatischen Bahnsteigsperren verkehren die Züge seit 1. April 2009 im Einmannbetrieb. Im April 2015 führte das Railway Technical Research Institute der JR Group zwischen Takyo und Shuzenji den weltweit ersten erfolgreichen Test supraleitender Kabel zwischen Bahnstrom-Unterwerken durch.

## Liste der Bahnhöfe
| Name | Name                              | km   | Anschlusslinien                       | Lage   | Ort       |
| ---- | --------------------------------- | ---- | ------------------------------------- | ------ | --------- |
| IS01 | Mishima (三島)                    | 00,0 | Tōkaidō-Shinkansen Tōkaidō-Hauptlinie | Koord. | Mishima   |
| IS02 | Mishima-Hirokōji (三島広小路)     | 01,3 |                                       | Koord. | Mishima   |
| IS03 | Mishima-Tamachi (三島田町)        | 02,0 |                                       | Koord. | Mishima   |
| IS04 | Mishima-Futsukamachi (三島二日町) | 02,9 |                                       | Koord. | Mishima   |
| IS05 | Daiba (大場)                      | 05,5 |                                       | Koord. | Mishima   |
| IS06 | Izunitta (伊豆仁田)               | 07,0 |                                       | Koord. | Kannami   |
| IS07 | Baraki (原木駅)                   | 08,5 |                                       | Koord. | Izunokuni |
| IS08 | Nirayama (韮山)                   | 09,8 |                                       | Koord. | Izunokuni |
| IS09 | Izu-Nagaoka (伊豆長岡)            | 11,4 |                                       | Koord. | Izunokuni |
| IS10 | Takyō (田京)                      | 14,2 |                                       | Koord. | Izunokuni |
| IS11 | Ōhito (大仁)                      | 16,6 |                                       | Koord. | Izunokuni |
| IS12 | Makinokō (牧之郷)                 | 18,6 |                                       | Koord. | Izu       |
| IS13 | Shuzenji (修善寺)                 | 19,8 |                                       | Koord. | Izu       |